# Made Flesh
Made Flesh ist das zweite Studioalbum der Band Extra Life. Es wurde am 30. März 2010 beim Label LOAF veröffentlicht.

## Entstehungsgeschichte
Nachdem Charlie Looker nach der Veröffentlichung des Debütalbums „Secular Works“ 2008 beinahe die komplette Bandbesetzung ausgetauscht hatte, begannen die Vorbereitungen für „Made Flesh“. Schlagzeuger Ian Antonio wohnte den Aufnahmen nur noch als Gastperkussionist bei, als festes Bandmitglied geblieben war neben Charlie Looker nur noch Bassist Anthony Gedrich.

## Stil und Rezeption
„Made Flesh“ ist als Konzeptalbum zum Thema Körperkult arrangiert. Auf ihm entwickelt Extra Life den Stil des Debütalbums weiter; der prägende, an der Renaissancemusik orientierte Gesang Charlie Lookers bildet einen Kontrast zu den zwischen Folk-Rock und RIO einzuordnenden Melodien, die mitunter in avantgardistische Experimentalmusik abgleiten.
Wie schon „Secular Works“ wurde auch „Made Flesh“ von den Kritikern überwiegend positiv aufgenommen; so bekam das Album etwa auf Sputnikmusic.com 4,5 von 5 möglichen Punkten, auf den Babyblauen Seiten 12,33 von 15 möglichen Punkten und die Auszeichnung als „Tipp des Monats“ im September 2010.

## Titelliste
1. Voluptuous Life (2:03)
2. The Ladder (6:31)
3. Made Flesh (4:57)
4. One of Your Whores (5:05)
5. Easter (6:13)
6. Black Hoodie (3:24)
7. Head Shrinker (4:10)
8. The Body Is True (11:24)